# Pycnopsyche luculenta
Pycnopsyche luculenta är en nattsländeart som först beskrevs av Betten 1934.  Pycnopsyche luculenta ingår i släktet Pycnopsyche och familjen husmasknattsländor. Inga underarter finns listade i Catalogue of Life.